# Georg Baur (Politiker, 1895)
Georg Baur (* 2. April 1895 in Trugenhofen; † 1. April 1975 in Rottweil) war ein deutscher Politiker der CDU. Von 1948 bis 1949 gehörte er dem Wirtschaftsrat der Bizone an. In der ersten Legislaturperiode war er Mitglied des Deutschen Bundestages.

## Leben
Baur, der römisch-katholischen Glaubens war, besuchte das Gymnasium in Ellwangen, an dem er das Abitur ablegte. Anschließend wurde er zu Beginn des Ersten Weltkrieges zum Kriegsdienst eingezogen, jedoch 1915 bereits wieder verwundet entlassen. Er begann im Anschluss ein Studium an der Landwirtschaftlichen Hochschule Hohenheim. 1916 wurde er Mitglied der katholischen Studentenverbindung K.D.St.V. Carolingia Hohenheim. Im Jahr 1919 bestand er das Staatsexamen und im Jahr darauf promovierte er. Er blieb an der Schule als beamteter Dozent und rückte 1922 in den Abteilungsvorstand auf. Im Jahr 1925 wurde er Lehrbeauftragter und 1930 folgte die Habilitation. Er war Mitglied des Nationalsozialistischen Deutschen Dozentenbunds. Im Jahr 1940 verließ er aus politischen Gründen die Hochschule und wurde Gutsverwalter in Donzdorf. Nach dem Krieg kehrte er 1946 zur Hochschule Hohenheim zurück und wurde dort erst außerordentlicher, ab 1949 ordentlicher Professor für Landwirtschaftslehre. 1962 bis 1963 war er Rektor der Landwirtschaftlichen Hochschule Hohenheim.

## Politik
Baur wurde Mitbegründer der CDU in Donzdorf und wurde auch als deren Vorsitzender in den Göppinger Kreistag gewählt. Im Jahr 1948 wurde er Mitglied des Wirtschaftsrates für das Vereinigte Wirtschaftsgebiet und blieb dies bis 1949. Bei der Bundestagswahl 1949 wurde er für den Wahlkreis 7/169 (Göppingen) in den Bundestag gewählt. Er war ordentliches Mitglied im Ausschuss für Kulturpolitik und außerdem stellvertretendes Mitglied weiterer Ausschüsse. Nach seinem Ausscheiden aus dem Bundestag nach der Bundestagswahl 1953 wurde er Vorsitzender des Landwirtschaftlichen Ausschusses von Nord-Württemberg. Von 1956 bis 1960 gehörte er für eine Legislaturperiode dem Landtag von Baden-Württemberg an.